# Genticorum
Genticorum est un trio de musique traditionnelle québécoise composé de Yann Falquet (voix, guitare, accordéon diatonique, guimbarde), Pascal Gemme (voix, violon et podorythmie) et Nicholas Williams (voix, accordéon à touches piano et flûte irlandaise).

## Histoire
Le groupe prend naissance vers la fin des années 1990, sous l'influence de groupes tels que La Bottine Souriante et dans le contexte de renouveau de la musique traditionnelle québécoise et, plus largement,  du renouveau des musiques celtiques.
Bien que Genticorum joue principalement en Amérique du Nord, il s'est produit dans de nombreux festivals dans une quinzaine de pays, notamment Celtic Connections en Écosse ou encore Tonder Folk Festival au Danemark.
Le nom du groupe, quant à lui, viendrait d'un mot que le grand-père de Gemme chantait, sans que ce dernier n'en sache exactement le sens. Il n'est toutefois pas sans rappeler les nombreux termes latins se retrouvant dans diverses chansons du répertoire traditionnel québécois.

## Membres
Après avoir exploré divers styles musicaux, parmi lesquels le jazz et la musique traditionnelle irlandaise Yann Falquet développe son style d'accompagnement centré autour de l'utilisation du DADGAD comme accordage de l'instrument. Il s'est aussi produit avec des artistes tels que Jean-François Bélanger, Natalie Haas et le groupe canadien The McDades.
Après avoir fait des études en guitare classique et jazz ainsi qu'en arrangements style «Big Band», Pascal Gemme se découvre peu à peu un profond intérêt pour la musique traditionnelle québécoise, notamment en raison de son grand-père qui était violoneux. Il compose de nombreux airs dans le style traditionnel pour le groupe, en plus de participer fréquemment à des ateliers de transmissions, notamment aux Québec et aux États-Unis.
Quant à Nicholas Williams, au delà du style québécois, il tire ses influences principalement des styles irlandais, scandinaves et indiens. Il participe à de nombreux autres projets, tels le duo de musique scandinave Kehler-Williams ou encore le groupe Crowfoot. Originaire de l'Ontario, il vit au Québec depuis les années 2000.

## Anciens membres
Alexandre de Grosbois-Garand (voix, flûte irlandaise, basse et violon) fait partie des trois membres fondateurs du groupe (avec Gemme et Falquet) et participe aux cinq premiers albums pour ensuite laisser place à Nicholas Williams et se concentrer sur d'autres projets, notamment Mélisande [électrotrad].
À la suite du départ d'Alexandre De Grosbois-Garand, Pascal Gemme et Yann Falquet se lancent dans un album en duo, Princes et Habitants, pour ensuite revenir avec la nouvelle mouture de Genticorum pour l'album Avant l'Orage.

## Distinctions
- Gala de l'ADISQ 2006, nomination pour le Félix Album de l'année - traditionnel (Malin plaisirs)[9]
- Gala de l'ADISQ 2011, nomination pour le Félix Album de l'année - traditionnel (La bibournoise)[10]
- Gala de l'ADISQ 2011, nomination pour le Félix Album de l'année - traditionnel (Nagez rameurs)[11]
- Gala de l'ADISQ 2011, nomination pour le Félix Album de l'année - traditionnel (Enregistré Live)[12]
- Gala des Prix Opus 2019, prix Opus, Concert de l'année 2018 - Musique traditionnelle québécoise[13]

- Prix de musique folk canadienne 2024, récipiendaire du prix Groupe de l’année[14]